# Écos
Écos är en kommun i departementet Eure i regionen Normandie i norra Frankrike. Kommunen ligger i kantonen Écos som tillhör arrondissementet Les Andelys. År 2018 hade Écos 1 076 invånare.

## Befolkningsutveckling
Antalet invånare i kommunen Écos
Referens:INSEE